# Thomisus pooneus
Thomisus pooneus là một loài nhện trong họ Thomisidae.
Loài này thuộc chi Thomisus. Thomisus pooneus được Benoy Krishna Tikader miêu tả năm 1965.